# Пламен Константинов
Пламен Георгиев Константинов е бивш български волейболист-национал, посрещач (краен нападател), понастоящем треньор.

## Биография
Роден е на 14 юни 1973 г., висок е 202 см и тежи 93 кг. По-малък брат на известния оперен певец Юлиян Константинов (р. 1966). Син на волейболните национали Георги Константинов – Гибона и Ева Дойчева. Неговият прякор също е Гибона.
Учи в спортно училище. Започва кариерата си в „Левски“ (София) през 1986 г. Играе в Гърция дълги години – играч на „ПАОК“ (Солун), „Арис“ (Солун), „Орестиада“, „Ираклис“ (Солун), „Олимпиакос“ (Пирея), „Панатинайкос“. Играе във френския „Тур“ заедно със съотборника си от националния отбор Владимир Николов. Отива да играе за италианския „Монтекиари“, преди да подпише за 1+1 година с полския клуб „Ястржебски“ (Вигел). Поляците купуват Константинов за 500 000 полски злоти, или 121 360 евро. Пламен Константинов се превръща в най-скъпия волейболист на България, след като преминава от „Ястржебски“ в руския „Газпром“ за 600 000 евро.  Последно се състезава за гръцкия „Ираклис“ през сезон 2008/2009 г.
Определян е два пъти за най-добър волейболист на Гърция. Печелил е 6 национални шампионата – с „Арис“, „Ираклис“, „Олимпиакос“, „Панатинайкос“, „Славия“ и „Левски“. Бивш капитан на българския национален отбор по волейбол (2005 – 2009). Участва на ОИ '96, както и на тези през 2008 г., има 3 участия на световни първенства, 6 на европейски и 11 в Световната лига. На 22 юли 2009 г. се отказва от националния отбор, след като не е включен в отбора за световните квалификации и европейското първенство в Турция. След това взема решение да сложи край на кариерата си като състезател. 
2010 – 2011 г. е старши треньор на „Зираатбанк“ (Анкара), с който печели суперкупата на Турция и второто място в шампионата. Отборът му е отстранен от ЦСКА в европейските клубни турнири след златен гейм.
2011 – 2012 г. e старши треньор на „Газпром-Югра“ (Сургут, Русия).
От 2012 г. поема състава на „Губерния“ (Новгород, Русия), който е в суперлигата едва за втори сезон. През сезона печели 13 поредни победи и стига до 4 място.
През 2013 – 2014 г. „Губерния“ участва в турнира за Купата на Европейската конфедерация, където стига до финал, загубен със златен гейм. 
На 8 юли 2014 г. приема позицията на селекционер на мъжкия национален отбор по волейбол на България . С него постига IX място на Световното първенство през 2018 г. Изпълнява функциите до края на първенството, когато изтича договорът му. Оценен е от Българската федерация по волейбол като най-добрият треньор на отбора. 
През 2016 г. Константинов поема и руския „Локомотив“ (Новосибирск), с който печели бронзовите медали в шампионата на Русия. 
През 2020 г. става шампион с Локомотив (Новосибирск). На 14 октомври 2022 година е назначен за селекционер на мъжкия национален отбор по волейбол на България 

## Кариера
Състезател
- 1986 – 1995: „Левски“ (София)

- 1995 – 1996: „Славия“ (София)
- 1995 – 1996: „Джоя дел Коле“
- 1996 – 1997: „Арис“ (Солун)
- 1997 – 1998: „Емланк банк" (Турция)
- 1998 – 1999: „Емланк банк" (Турция)
- 1999 – 2000: „Орестиада" (Гърция)
- 2000 – 2001: „ПАОК“ (Солун)
- 2001 – 2002: „Ираклис" (Солун)
- 2002 – 2003: „Олимпиакос“ (Пирея)
- 2003 – 2004: „Панатинайкос“ (Атина)
- 2003 – 2004: „Тур“ (Франция)
- 2004 – 2005: „Монтекиари“ (Италия)
- 2005 – 2006: „Ястржебски“ (Вигел)
- 2006 – 2007: „ЗСКА Газпром“ (Сургут)
- 2007 – 2008: „Ираклис“ (Солун)
- 2008 – 2009: „Ираклис“ (Солун)

Треньор
- 2010 – 2011: „Зираатбанк“ (Анкара)
- 2011 – 2012: „Газпром-Югра“ (Сургут)
- 2012 – 2014: „Губерния“ (Нижни Новгород)
- 2014 – 2018: Мъжки национален отбор по волейбол на България
- 2016: „Локомотив“ (Новосибирск)
- 2022 – 2023: Мъжки национален отбор по волейбол на България

## Отличия

### Състезател
- Шампион на България с:
  - „Левски“
  - „Славия“
- Шампион на Гърция с:
  - „Арис“ (1997)
  - „Ираклис“ (2002, 2008)
  - „Олимпиакос“ (2003)
  - „Панатинайкос“ (2004)
- Шампион на Франция с:
  - „Тур“ (2004)
- Купа на Гърция с Ираклис (веднъж)
- Суперкупа на Гърция с Ираклис (два пъти)
- Купа на България със Славия (два пъти)
- Волейболист №1 на България за 2006 г.
- Двукратен носител на званието „Най-добър волейболист на Гърция“
- Вицешампион на Полша с Ястржебски Вигел 2006
- Вицешампион на Турция с Емланк банк
- Бронзов медал от Европейската шампионска лига за 2002 г. с Ираклис
- Сребърен медалист от Европейската шампионска лига за 2009 г. с Ираклис
- Избран и за най-добър посрещач в Шампионска лига за 2009 г.

Печели бронзов медал на Световното първенство в Япония през 2006 година и от Световната купа в Япония 2007 г.
Обявен за „Мъж на годината“ на България за 2008.

### Треньор
- Суперкупа на Турция със Зираатбанк 2010 г.
- Вицешампион на Турция със Зираатбанк 2011 г.
- Второ място в купата на ЦЕВ с Губерния 2014 г.
- Четвърто място на Европейското първенство с националния отбор на България 2015 г. София
- Трето място в руското първенство с „Локомотив“ (Новосибирск) сезон 2016/2017 г.
- Шампион на Русия с Локомотив (Новосибирск) сезон 2019/2020 г.
- Трето място в руското първенство с „Локомотив“ (Новосибирск) сезон 2020/2021 г.[9]